# Šelichovův záliv
Šelichovův záliv (rusky Залив Шелихова) je velký záliv Ochotského moře mezi Sachalinem a asijskou pevninou. Dělí se de dvou užších zálivů zvaných Penžinská zátoka a Gižigský záliv. Jméno nese podle ruského mořeplavce Šelechova (Šelichova).